# Gerd Achilles

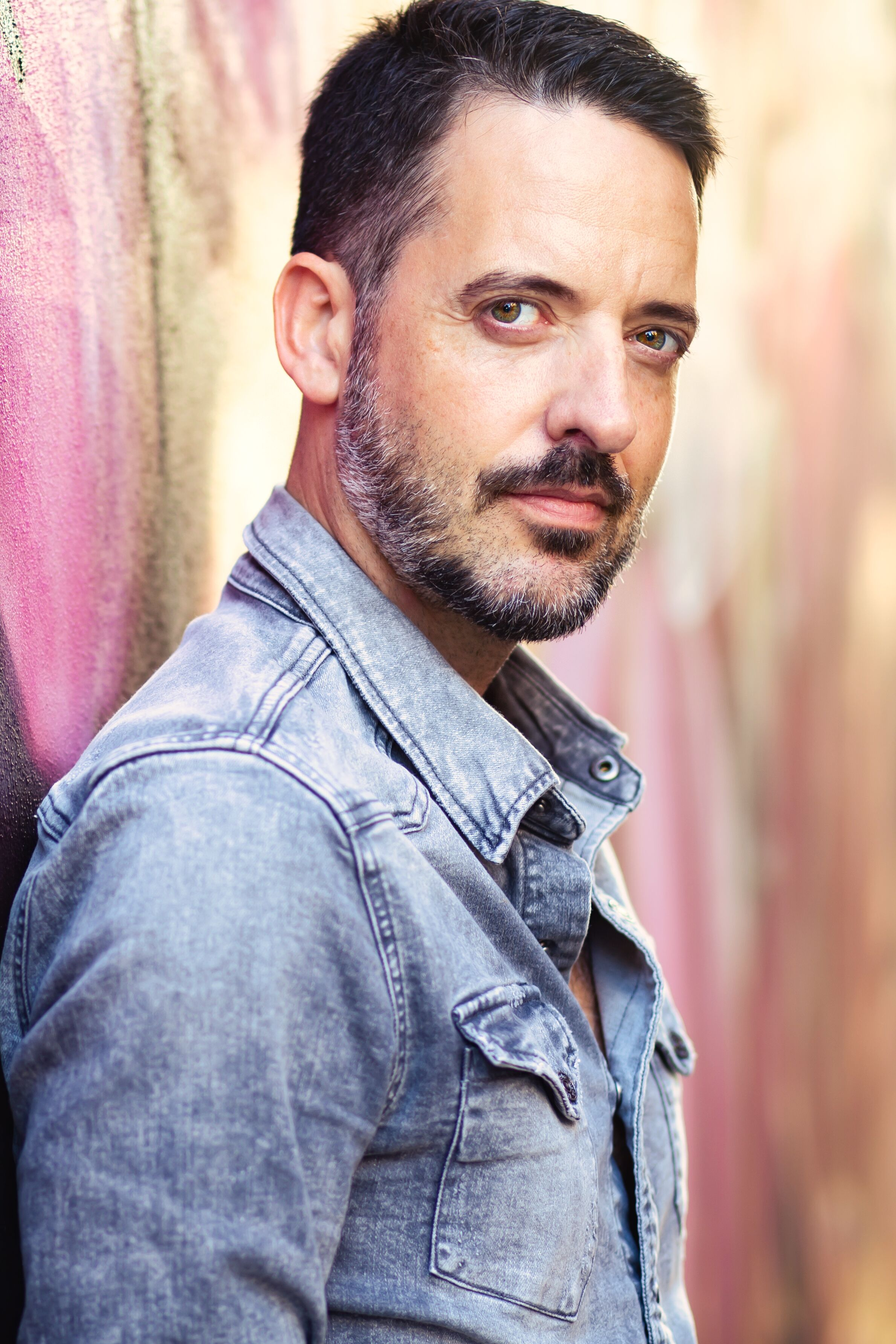
Bild von Gerd Achilles

Gerd Achilles (* 1976 in Siegburg) ist ein deutscher Schauspieler, Sänger und Musicaldarsteller.

## Ausbildung und beruflicher Werdegang
Gerd Achilles wurde als Sohn einer Spanierin und eines Deutschen in Siegburg geboren. Nach einer Zeit als Gaststudent an der Hochschule für Musik Würzburg absolvierte er seine Ausbildung an der Bayerischen Theaterakademie August Everding im Prinzregententheater München und an der Royal Academy of Music in London. Seitdem führten ihn Engagements in den gesamten deutschsprachigen Raum, neben Schauspielrollen und Operettenpartien machte er sich vor allem durch zahlreiche Musical-Hauptrollen auf sich aufmerksam.

## Rollen (Auswahl)

### Schauspiel
- Bob in Brenz1548, 2017 bei den Freilichtspielen Schwäbisch Hall, Regie: Christian Doll

### Oper/Operette
- Graf Boni in Die Czardasfürstin, Regie: Horst Kupich, 2002–2004 am Thüringer Landestheater

- Puck in A Midsummer Nights Dream (Britten), Regie: Dieter Rauscher 2004 am Thüringer Landestheater

### Musical
- Simon Renard in Lady Bess, 2022 am Theater St. Gallen Regie: Gil Mehmert[2]
- Percival Glyde in The Woman In White, 2022 am Stadttheater Fürth / Theater Gmunden[3] Regie: Markus Olzinger
- Bernardo in West Side Story, 2004 am Volkstheater Rostock, Regie: Babette Barz
- Anatoly Sergievsky in Chess, 2008 am Theater Lüneburg Regie: Phillip Kochheim
- Dan Goodman in Next To Normal, 2026 am Staatstheater Oldenburg Regie: Konstanze Kappenstein
- Turgot in Marie Antoinette (Europäische Erstaufführung), 2009 am Theater Bremen, Regie: Tamiya Kuriyama
- Claquesous/Marius in Les Misérables, 2007 bei den Bad Hersfelder Festspielen, Regie: Helmut Lohner
- Don Lockwood in Singin´ In The Rain, 2019 am Theater Lüneburg, Regie: Olaf Schmidt
- Peter in Company (Österreichische Erstaufführung) an der Wiener Kammeroper 2003, Regie: Ferdinando Chefalo
- Dracula in Dracula von Frank Wildhorn, 2008 am Theater Lüneburg, Regie: Friedrich Von Mansberg
- Vittorio Vidal in Sweet Charity, 2010 am Staatstheater Nürnberg, Regie: Stefan Huber
- Joe in Sugar, 2018 am Theater Lüneburg, Regie: Olaf Schmidt
- Bobby Child in Crazy For You am Theater Coburg 2010, Regie: Jean Renshaw
- Kerchak/Clayton/Porter in Disney´s Tarzan, 2014–2016 am Stage Apollo Theater Stuttgart, Regie: Bob Crawley
- Swing/Frank Crawley/Giles (us) in Rebecca (Deutsche Erstaufführung), 2012 am Stage Palladium Theater Stuttgart, Regie: Francesca Zambello
- Priest / Sam / Harry  in Mamma Mia!, 2019/2022 am Theater des Westens Berlin und an der Neuen Flora, Hamburg, Regie: Phyllida Lloyd
- Kurt Hohfelder in Bahn Frei (Uraufführung)von Thilo Wolf und Ewald Arenz, 2010 am Stadttheater Fürth, Regie: Nilufar Münzing
- Graf Rettenberg / König Ludwig 2 in Ludwig 2 (Uraufführung) 2005–2007 im Festspielhaus Neuschwanstein, Regie: Conall Morrison, Sylvia Hase
- Solist in Ladies in the Light – eine Kurt-Weill-Revue, 2000 am Prinzregententheater München, Regie: Helmut Baumann
- Veit in Luther – Rebell Gottes (Uraufführung), 2017 am Stadttheater Fürth, Regie: Werner Bauer
- Berger in Hair, 2004 am Theater Hof, Regie: Craig Simmons
- Aristide Forestier in Can Can, 2004 bei den Schlossfestspielen Ettlingen, Regie: Valentina Simeonova
- Doctor Otternschlag in Grand Hotel, 2008 im Sir Jack Lyons Theatre, London, Regie: Matt Ryan
- Priester in Jesus Christ Superstar, 2025 an der Komischen Oper Berlin, Regie: Andreas Homoki
- Ensemble in Tanz Der Vampire, 1999/2000 im Raimundtheater Wien, Regie: Roman Polanski

## Konzerte (Auswahl)
- Dress Circle Benefit Concert, Her Majesty’s Concert 2011

- Christmas Concert for Her Majesty, Royal Academy Of Music 2008

## Diskografie

### Solo
- 2015: Gerd Achilles – Erzähl Von Dir Selbst (EP)

### Musical
- 2001: Company (Musical) – Deutsche Castaufnahme
- 2005: Ludwig² Highlights des neuen Musicals
- 2006: Ludwig² CD mit Bonus-DVD
- 2008: Marie Antoinette – Deutsche Castaufnahme
- 2010: Vom Geist der Weihnacht – Liveaufnahme aus dem Kölner Musicaldome
- 2012: Rebecca – Deutsche Castaufnahme